# ゆりストア
ゆりストアは、川崎市麻生区・多摩区においてクリエイトエス・ディーの子会社である百合ヶ丘産業株式会社が経営するスーパーマーケット。

## 概要
笠原博が日本住宅公団の百合丘団地の開発に合わせて、小田急小田原線百合ヶ丘駅前にスーパーマーケットを開設したのが始まりである。
昭和40年代から昭和50年代には乳幼児の多かったことから離乳食などの扱いを多くしていたが、坂道が多い地区で高齢化が進んだことから、商品を無料で配達するサービスを導入した。
各店舗では専門店を内包した地域密着系の事業を展開しており、地域のイベントなどにも積極的に参画している。
中小規模スーパーの企業連合CGCグループに加盟しているが、一方で親会社のクリエイトSDは同様の企業連合ニチリウグループに加盟している。

## 年表
- 1960年（昭和35年）
  - 4月6日 - 百合ヶ丘産業（株）設立[1]。
  - 8月22日 - 百合丘ストア開業[4](現在のゆりストア百合ヶ丘本店[5][6]。（当時の店名は「ゆりが丘ストア」[7][8]）
- 1968年（昭和43年） - ゆりが丘ストア、ゆりストアに改名[9]。
- 2020年（令和2年）2月7日 - クリエイトエス・ディーの完全子会社となる[10][11]。
- 2023年（令和5年）1月15日 - この日をもって店舗建て替えのため、百合ヶ丘本店が一時閉店。

## 店舗
- 百合ヶ丘本店

川崎市麻生区。小田急百合ヶ丘駅前。百合ヶ丘ビル（延べ床面積約3,683m2、店舗面積約2,630m2）のうち当社の売り場面積は約1,566m2。
- ゆりストア クリエイトSD王禅寺店

川崎市麻生区。1977年（昭和52年）4月に開店。延べ床面積約1,940m2の建物に店舗面積約1,223m2で営業している。開店当初は「三井店」と呼ばれていた。
- 生田店

川崎市多摩区。小田急生田駅下車徒歩1分。駅前ということもあり23時まで営業している。
- ゆりストア クリエイトSD星ヶ丘店

川崎市多摩区。新都市サービスが1988年（昭和63年）3月に開設した「星ヶ丘ショッピングプラザ」（延べ床面積約1,840m2、店舗面積約1,395m2）に出店。
- ゆりストア クリエイトSD茅ヶ崎柳島店

神奈川県茅ヶ崎市。2023年（令和5年）2月に開店。ゆりストアの店舗としては唯一川崎市外にあり、クリエイトの完全子会社化後初の新規出店である。
かつては千代ヶ丘別館2020年（令和2年）7月15日16時閉店）、千代ヶ丘店、弘法松店、読売ランド店（以上川崎市麻生区）、西生田店（川崎市多摩区）、桜ヶ丘店（東京都多摩市）、愛甲石田店（神奈川県厚木市、2002年（平成14年）8月15日閉店）もあった。また、麻生店（川崎市麻生区）が移転のため、2006年（平成18年）4月10日に閉店され、同区の新ゆりグリーンタウン内に白山店が2006年（平成18年）4月15日に移転オープンしたが、2009年（平成21年）10月18日に閉店。2013年（平成25年）2月28日に柿生店が閉店した。その後店舗は改装され、4月1日にそうてつローゼン柿生店が開店した。